# De Havilland Canada DHC-3 Otter

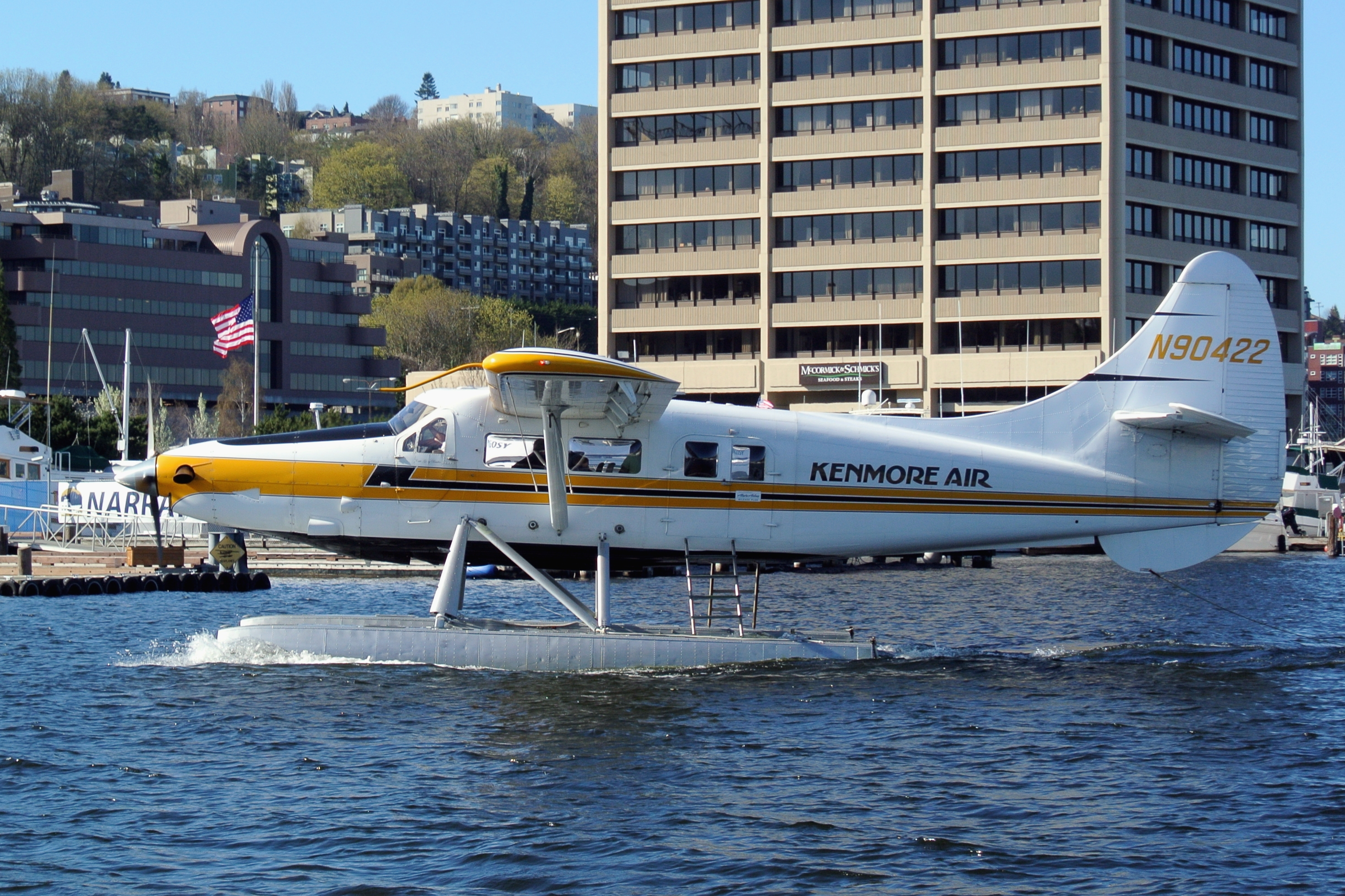
DHC-3 Otter de la aerolínea Kenmore Air en Seattle

El de Havilland Canada DHC-3 Otter («nutria» en inglés) es un avión utilitario con capacidad STOL desarrollado por la compañía canadiense de Havilland Canada. Fue concebido como una versión con mejores prestaciones que el DHC-2 Beaver, pero acabó siendo un avión de mayor tamaño.

## Variantes
- DHC-3 Otter : Versión original. 
  - CSR-123 Otter : Versión de transporte para la Real Fuerza Aérea Canadiense.
  - YU-1 Otter : 6 ejemplares de evaluación para el Ejército de los Estados Unidos.
  - U-1A Otter : Versión de transporte para el Ejército de los Estados Unidos.
  - UC-1 Otter : Versión de transporte para la Armada de los Estados Unidos. Posteriormente denominada como U-1B Otter.
- DHC-3-T Turbo-Otter : Versiones del Otter equipadas con turbopropulsores PT6A-27 o PT6A-34.

### Desarrollos relacionados
- de Havilland Canada DHC-2 Beaver
- de Havilland Canada DHC-6 Twin Otter

### Aeronaves similares
- Gippsland GA8
- Antonov An-2
- Cessna Caravan
- Pilatus PC-6
- PAC 750XL
- Quest Kodiak
- Sherpa Aircraft Sherpa

### Secuencias de designación
- Secuencia DHC-_ (interna de de Havilland Canada): DHC-1 - DHC-2 - DHC-3 - DHC-4 - DHC-5 - DHC-6 →
- Secuencia C_-_ (Aeronaves de las Fuerzas Canadienses, 1968-presente): ← CT-120 - CP-121 - CP-122 - CC-/CSR-123 - CH-124 - CH-125 - CH-126 →
- Secuencia U_C (Aviones Utilitarios de la Armada estadounidense, 1955-1962 (de Havilland Canada, 1955-1962)): UC
- Secuencia U-_ (Aviones Utilitarios estadounidenses, 1962-presente): U-1 - U-2 - U-3 - U-4 →

### Listas relacionadas
- Anexo:Aeronaves de la Fuerza Aérea de los Estados Unidos (históricas y actuales)
- Anexo:Aeronaves militares de los Estados Unidos (navales)